# Araneus relicinus
Araneus relicinus är en spindelart som först beskrevs av Eugen von Keyserling 1887.  Araneus relicinus ingår i släktet Araneus och familjen hjulspindlar. Inga underarter finns listade i Catalogue of Life.